# Rendered Waters
Rendered Waters är ett musikalbum av Kingdom Come. Det släpptes den 26 mars 2011 och var bandets 13:e album om man räknar med deras livealbum Live & Unplugged samt deras samlingsalbum Balladesque
Speciellt med "Rendered Waters" är att det är nyinspelningar på låtar från tidigare CD:s, förutom 3 låtar som är helt nya.

## Låtlista
1. "Can't Deny" (nyinspelad, originalet är från Hands of Time - 4:05
2. "The Wind" (nyinspelad, originalet är från In Your Face - 3:46
3. "Blue Trees" - 3:21
4. "Should I" (nyinspelad, originalet är från Hands of Time - 6:24
5. "I've Been Trying" (nyinspelad, originalet är från Hands of Time - 3:34
6. "Pushing Hard" (nyinspelad, originalet är från Kingdom Come (Album) - 5:13
7. "Seventeen" (nyinspelad, originalet är från Kingdom Come (Album) - 4:34
8. "Is It Fair Enough" - 4:08
9. "Living Out Of Touch" (nyinspelad, originalet är från Kingdom Come (Album) - 4:05
10. "Don't Remember" - 3:05
11. "Brak Down The Wall" (nyinspelad, originalet är från Stone Fury's album Burns Like A Star - 4:22